# Дело в шляпе (мультфильм)
«Дело в шляпе» — советский короткометражный рисованный фильм для взрослых, созданным режиссёром Владимиром Самсоновым снятый на студии Творческое объединение «Экран» в 1975 году.

## Сюжет
История цивилизации представлена в мультфильме как череда технических изобретений, сделанных мужчиной ради удобства его женщины. К сожалению, этот технический прогресс ведёт к постепенному полному уничтожению природы.

## Создатели
- Авторы сценария: Виктор Веселовский, Лион Измайлов
- Режиссёр: Владимир Самсонов
- Художник-постановщик: Виталий Песков
- Оператор: Лев Ревтов
- Композитор: Дмитрий Бюргановский
- Звукооператор: Виталий Азаровский
- Текст от автора читает: Олег Табаков
- Художники-мультипликаторы: Лера Рыбчевская, Андрей Колков, Владимир Спорыхин, В. Козлов, Сергей Степанов, Юрий Белов, Вадим Меджибовский, Александр Федулов, Александр Левчик
- Монтажёр: Галина Дробинина
- Редактор: Валерия Коновалова
- Директор картины: Елена Бобровская